# BRP Panglao
Le BRP Panglao (FPB-2402) est le deuxième des quatre patrouilleurs de classe Boracay construits en France par Ocea pour la Garde côtière philippine, sur la base de la conception Ocea FPB (Fast Patrol Boat) 72.

## Construction, livraison et mise en service
Le BRP Panglao a été lancé en juin 2018 sur le site du constructeur naval français OCEA des Sables-d'Olonne, en France, et il a été mis en service en octobre 2018 à Manille, aux Philippines, avec son navire jumeau le BRP Boracay (FPB-2401). L’Ambassadeur de France Nicolas Galey a assisté à la cérémonie de mise en service qui s’est tenue le 15 octobre 2018 au quartier général de la Garde côtière philippine à Manille. Le secrétaire aux Finances, Carlos G. Dominguez, était l’invité d’honneur.

## Historique opérationnel
En novembre 2018, le BRP Panglao a participé à un exercice conjoint de lutte contre la piraterie avec le navire des Garde-côtes du Japon Echigo (PLH-08) et d’autres navires de la PCG : le BRP Suluan (MRRV-4406) et le BRP Boracay. L’exercice s’est déroulé dans la baie de Manille et comprenait une simulation de détournement de bateau et l’arrestation des auteurs à bord du navire.
En janvier 2019, le BRP Panglao et le BRP Boracay ont été positionnés sur la promenade de la baie de Manille pour servir de poste de commandement et de poste d’évacuation sanitaire alternatif en cas d’urgence lors de la procession annuelle de Traslación de l’image du Nazaréen noir.
Le 9 août 2022, le BRP Panglao a secouru le M/V Filipinas Cebu, propriété de Cokaliong Shipping Lines, qui s’était échoué au large de Sitio Miape, Barangay d'Igbon à Concepcion, province d'Iloilo. 270 passagers ont été transférés à bord du M/V Filipinas Nasipit à destination de Cebu, et neuf passagers ont été transportés par le BRP Panglao à destination d’Iloílo. Le M/V Filipinas Cebu avait quitté le port d’Iloilo City à destination de Cebu City. Alors qu’il passait dans les eaux de Concepción, il a dévié de sa route initiale en raison d’une erreur humaine, touchant une partie peu profonde du barangay de l’île.
Le 13 janvier 2024, le BRP Panglao a mené avec le district de la Garde côtière du sud-est de Mindanao (CGDSEM) une opération de recherche et de sauvetage (SAR) d’un yacht de plaisance échoué nommé Apkallu. Naviguant de l’Indonésie à Davao pour les douanes et les dédouanements d’immigration, le yacht a signalé une panne de moteur à environ 8,8 milles marins à l’ouest-sud-ouest de Surup, Governor Generoso, Davao oriental. Le CGDSEM a rapidement répondu à l’appel de détresse en déployant le BRP Panglao, qui est équipé pour les opérations de remorquage, de recherche et de sauvetage. Sous le commandement du capitaine George Maganto, le BRP Panglao a navigué dans des conditions de mer difficiles pour atteindre le yacht échoué, assurant la sécurité du navire et de ses passagers. Les deux passagers, des citoyens américains, étaient soulagés et reconnaissants de l’intervention rapide du CGDSEM et de l’équipe de sauvetage. Le remorquage a été exécuté avec rapidité et précision, malgré les conditions météorologiques défavorables qui prévalaient dans la région. Le commandant de la Garde côtière philippine (PCG), l’amiral CG Ronnie Gil L Gavan, a félicité le commandant du district du CGDSEM, le commodore Rejard Marfe, et le capitaine George Maganto, qui ont dirigé la mission, pour cette opération de recherche et sauvetage très bien organisée et réussie.